# Andreas Baader
Berndt Andreas Baader (* 6. Mai 1943 in München; † 18. Oktober 1977 in Stuttgart-Stammheim) war ein deutscher Terrorist. Er war Mitbegründer und eines der führenden Mitglieder der ersten Generation der linksextremistischen Terrororganisation Rote Armee Fraktion (RAF). Seine Befreiung aus der Haft, zu der er wegen seiner Teilnahme an den Kaufhaus-Brandstiftungen am 2. April 1968 in Frankfurt am Main verurteilt war, durch Ulrike Meinhof und andere am 14. Mai 1970 in Berlin gilt als Geburtsstunde der RAF.
Baader, 1972 an fünf Sprengstoffanschlägen mit vier Todesopfern und mehreren Bankrauben beteiligt, wurde 1972 verhaftet und 1977 im Stammheimer Prozess zu lebenslanger Haft verurteilt. Er erschoss sich am 18. Oktober 1977, in der sogenannten Todesnacht von Stammheim, mit einer in die Justizvollzugsanstalt Stuttgart eingeschmuggelten Waffe.
Der kollektive Suizid der inhaftierten RAF-Spitze – auch Gudrun Ensslin und Jan-Carl Raspe nahmen sich das Leben – und die Ermordung des von der RAF entführten Hanns-Martin Schleyer am selben Tag waren der Schlusspunkt des sogenannten Deutschen Herbstes, der als eine der schwersten Krisen in der Geschichte der Bundesrepublik Deutschland gilt.

## Leben

### Kindheit und Jugend in München
Baader wuchs die ersten fünf Jahre bei seiner Großmutter in Saalfeld/Saale auf, ab 1949 in München in einem Drei-Frauen-Haushalt mit seiner Mutter Anneliese Hermine Baader (* 21. Dezember 1916 in Saarburg; † 23. August 2004 in Hamburg), Großmutter und Tante. Die Jugend verlief ohne den seit 1945 im Krieg verschollenen Vater, den Historiker und Archivar Berndt Philipp Baader (* 8. August 1913; † vermisst und 1955 nachträglich zum 31. Dezember 1945 für tot erklärt). Eine wichtige Bezugsperson war sein Onkel, der Tänzer und Schauspieler Michael Kroecher, zu dem er auch als Erwachsener lange Kontakt hielt. Obwohl er als begabter Junge galt, versagte er in der Schule: Baader wurde wegen undisziplinierten und gewalttätigen Verhaltens von mehreren Schulen verwiesen. Unter anderem war er 1956 am renommierten Maximiliansgymnasium München, erreichte aber das Klassenziel nicht und verließ die Schule im selben Jahr. Schließlich bezahlte ihm seine Mutter den Besuch einer Privatschule. Doch auch hier zeigte er zu wenig Leistungen und musste seine Schullaufbahn mit der Mittleren Reife beenden. In der Folge begann er keine Berufsausbildung, sondern zeichnete und töpferte. Zudem entwickelte er eine Leidenschaft für schnelle Fahrzeuge, die er stahl und mit denen er sich diverser Verkehrsdelikte schuldig machte. Da er sich weigerte, den Führerschein zu machen – nach Karin Wieland eine symptomatische Auflehnung gegen die Autoritäten –, geriet er wiederholt mit der Verkehrspolizei in Konflikt. Mehrere Strafen waren die Folge. Nach Einschätzung von Gerd Koenen hat Baader es „zeit seines Lebens als Kränkung seines omnipotenten Selbstbildes empfunden, sich irgendeiner Lehr- und Prüfungssituation auszusetzen – und wäre es nur die einer Fahrstunde.“
Baader nahm 1962 an den Schwabinger Krawallen teil. Laut seiner Mutter soll er aus dem Vorgehen der Polizei den Schluss gezogen haben, dass im Staat „etwas nicht in Ordnung“ sei. Der Publizist Butz Peters sieht in den Ereignissen des Münchner Stadtsommers 1962 „ein Schockerlebnis für den Neunzehnjährigen“.

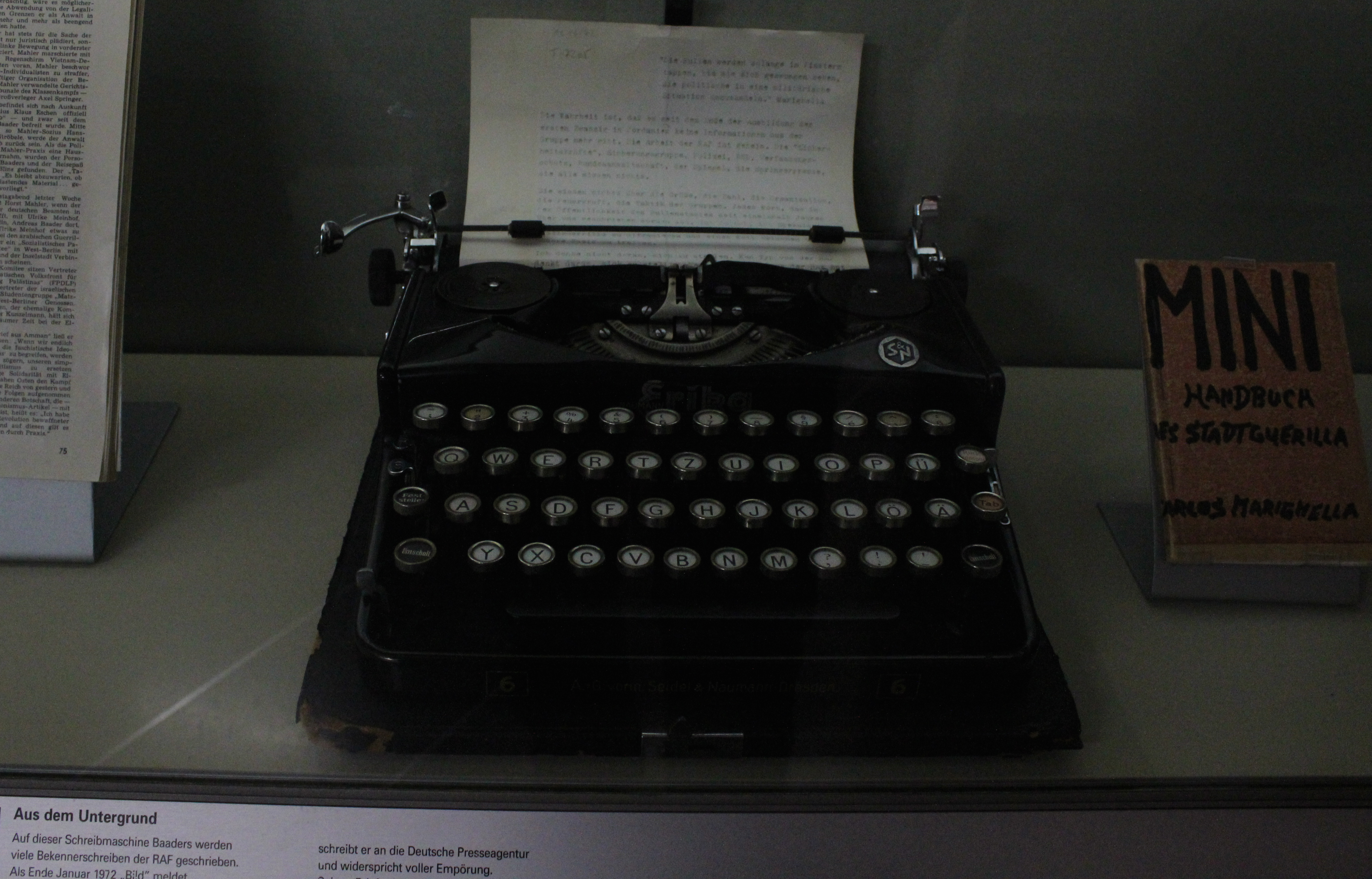
Baaders Schreibmaschine mit Bekennerschreiben im Haus der Geschichte in Bonn

### West-Berlin
Mit zwanzig Jahren übersiedelte Baader von München nach West-Berlin, angeblich um eine künstlerische Ausbildung zu machen. Er jobbte als Bauarbeiter und – erfolglos – als Boulevardjournalist. Eine Tätigkeit beim Springer-Verlag haben mehrere dort arbeitende Journalisten dementiert. Baader pflegte eine bisexuelle Aura, schminkte sich, besuchte Schwulenclubs und posierte etwa 1965 halbnackt für den homosexuellen Starfotografen Herbert Tobias. Der gut aussehende und charismatische Baader war auch bei Frauen beliebt, obwohl er sie oft respektlos behandelte. Von seiner zeitweiligen Lebensgefährtin, der verheirateten Malerin Ellinor Michel (1939–2007), mit der er gemeinsam mit ihrem Mann, dem Maler Manfred Henkel, in einer ménage à trois in einer Berliner Villa lebte, wurde er als gewalttätig und provokativ beschrieben. Mit ihr zeugte er eine Tochter, die 1965 geboren wurde. Baader kümmerte sich nicht um sie, das Kind wurde von Henkel aufgezogen. 1967 kam er in Kontakt mit der Studentenbewegung und der Außerparlamentarischen Opposition. Er kannte die Kommune 1, ein Foto vom August 1967 zeigt ihn bei einem Happening auf dem Kurfürstendamm, tanzend mit Dorothea Ridder und Rainer Langhans. Gleichwohl blieb er in diesen Kreisen ein Außenseiter: teils wegen seines eher eleganten als hippiesken Kleidungsstils und seiner kurzen Haare, teils, weil er in den intellektuellen Debatten der Kommunarden nicht mithalten konnte. Die Schriften von Karl Marx, Herbert Marcuse oder Mao hatte er nie gelesen. Das theoretische Rüstzeug der Linken kannte er nicht, es war ihm zu mühselig, es sich anzueignen. Für ihn zählte die pure Aktion gegen den „Konsumterror“ und gegen den „Staat“, über den nachzudenken es sich nicht lohne, denn dieser sei nur ein „beschissenes Scheißhaus“. Baader trotzte um des Trotzens willen; deshalb nahm er vorzugsweise an nicht-genehmigten Demonstrationen teil; Hauptsache, sie richteten sich gegen den „faschistischen Staat“. Polizisten waren für ihn „Bullen“ oder „Schweine“. „Das war Baaders reine Einfachheit.“ In dieser Zeit begann er ein Liebesverhältnis mit der drei Jahre älteren Gudrun Ensslin, einer Marxistin, deren Weltbild der bis dahin weltanschaulich ungeschulte Baader übernahm.

### Kaufhausbrandstiftung
Nachdem im Mai 1967 bei einem Brand im Brüsseler Kaufhaus À l’innovation 323 Menschen ums Leben gekommen waren, feierte die Kommune 1 in mehreren Flugblättern diese Katastrophe als antiimperialistisches Fanal („Brüssel wird Hanoi“) und fragte: „Wann brennen in Berlin die Kaufhäuser?“ Baader und Ensslin entschlossen sich daraufhin, es nicht bei verbalen Provokationen zu belassen, sondern auch in der Bundesrepublik ein Kaufhaus anzuzünden. Nach den Erinnerungen von Bommi Baumann spielte bei dem Entschluss die Rivalität zwischen Baader und den Männern der Kommune 1 eine zentrale Rolle: „Die Brandstiftung ist natürlich auch eine Konkurrenzgeschichte […] Wer die knallhärtesten Taten bringt, der gibt die Richtung an“.
Am 2. April 1968 legte Baader gemeinsam mit Ensslin, Thorwald Proll und Horst Söhnlein Brandsätze in Frankfurter Kaufhäusern. Die Brandstiftungen verursachten einen Schaden von knapp 675.000 DM. Menschen wurden nicht verletzt. Baader und seine Komplizen wurden im nachfolgenden Prozess am 31. Oktober 1968 zu je drei Jahren Zuchthaus verurteilt.
In Folge eines Revisionsantrags kam Baader zunächst wieder frei und beteiligte sich zusammen mit Ensslin in Frankfurt am Main an der „Heimkampagne“ der Außerparlamentarischen Opposition (APO). Nachdem das Urteil durch Verwerfung der Revision am 10. November 1969 rechtskräftig geworden war, trat er seine Haftstrafe nicht an und tauchte in Paris, später in Italien unter. Im Februar 1970 kehrte er auf Initiative seines Anwalts Horst Mahler mit Ensslin nach Berlin zurück. Am 4. April 1970 wurde Baader dort bei einer fingierten Verkehrskontrolle festgenommen und zur Haftverbüßung in die Justizvollzugsanstalt Tegel eingeliefert. Den Hinweis lieferte der V-Mann Peter Urbach, der Ensslin und ihn zuvor auf einem Friedhof in Alt-Buckow nach einem vermeintlichen Versteck von vergrabenen Waffen aus dem Zweiten Weltkrieg hatte graben lassen.

### Die Befreiung Baaders und die erste Generation der RAF
Während einer von seinem Anwalt Horst Mahler beantragten Ausführung in das Deutsche Zentralinstitut für Soziale Fragen wegen eines vorgeblichen Recherchetermins für ein geplantes Buch mit Ulrike Meinhof befreiten Meinhof, Irene Goergens, Ingrid Schubert und ein nicht identifizierter Mittäter Baader am 14. Mai 1970 mit Waffengewalt. Bei der Schießerei wurde der 63-jährige Institutsangestellte Georg Linke schwer verletzt. Die sogenannte Baader-Befreiung gilt als Geburtsstunde der RAF. Zugleich war sie die erste Aktion, bei der Schusswaffen benutzt und Menschen zum Teil lebensgefährlich verletzt wurden.
Nach seiner Befreiung reiste Baader mit etwa 20 anderen Untergetauchten in ein Ausbildungslager der Palästinenserorganisation Al-Fatah nach Jordanien. Dort wurden die Deutschen im Umgang mit Waffen und Sprengstoff geschult. Baader gelang es, sich als Führungsperson der Gruppe zu etablieren, indem er andere Mitglieder schikanierte oder laut darüber nachdachte, sie zu liquidieren. Mit dieser Haltung und seiner Weigerung, einen Kampfanzug zu tragen (auch bei paramilitärischen Übungen behielt er seine modischen Samthosen an) geriet er in Konflikt mit den palästinensischen Kämpfern, die ihn schließlich aufforderten, das Lager zu verlassen. Dem kam er aber nicht nach.
Im Jahr 1972 war Baader an vier der fünf Sprengstoffanschläge, die die RAF selbst als Mai-Offensive bezeichnete, und einer ganzen Reihe von Einbrüchen zum Zweck des Dokumentendiebstahls, Bankrauben und Fahrzeugdiebstählen in verschiedenen deutschen Städten beteiligt. Später wurde er für seine direkte Beteiligung an folgenden Taten verurteilt: Am 11. Mai 1972 explodierten im Hauptquartier des V. Korps der amerikanischen Streitkräfte in Frankfurt am Main drei Bomben, einen Tag später wurden Bombenanschläge in Augsburg und München verübt, am 15. Mai erlitt die Ehefrau des Haft- und Ermittlungsrichters am Bundesgerichtshof Wolfgang Buddenberg bei einem Sprengstoffanschlag auf dessen Fahrzeug schwere Verletzungen und am 24. Mai gab es einen Bombenanschlag auf das Hauptquartier der 7. US-Armee in Heidelberg. Alle Taten zusammengenommen forderten vier Todesopfer und über 70 Verletzte.

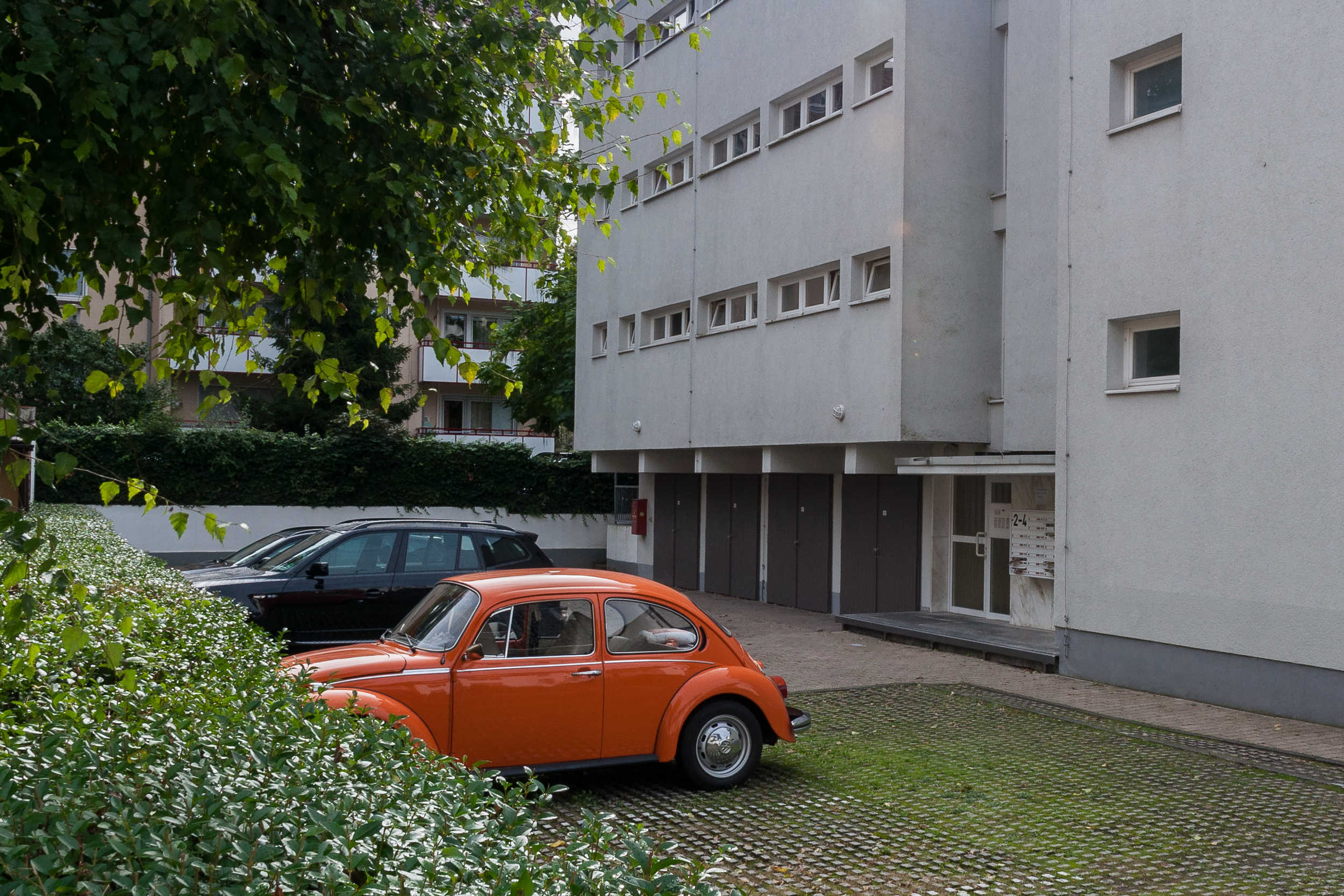
Baader, Raspe und Meins wurden am 1. Juni 1972 vor diesem Apartmenthaus im Hofeckweg 2–4 in Frankfurt am Main festgenommen

Nach den Anschlägen im Frühjahr 1972 gehörte Baader zu den meistgesuchten Terroristen Deutschlands. Zusammen mit den RAF-Mitgliedern Jan-Carl Raspe und Holger Meins wurde er am 1. Juni 1972 in Frankfurt am Main nach einem zweistündigen Schusswechsel, bei dem er in den Oberschenkel getroffen wurde, verhaftet.
Am 4. Dezember 1974 landete Jean-Paul Sartre in Stuttgart und fuhr – von vielen Journalisten begleitet – nach Stammheim. Die RAF und deren Anwälte erhofften sich mit dieser Inszenierung eine öffentlichkeitswirksame Solidarisierung und neue Verbündete. Den Besuch Sartres bei Baader initiierte Ulrike Meinhof durch eine schriftliche Anfrage im Oktober 1974. Laut Strafprozessordnung war Sartres Besuchs-Gesuch gar nicht genehmigungsfähig. Das Oberlandesgericht Stuttgart erteilte gegen den Widerspruch der Bundesanwaltschaft eine Erlaubnis. Nach dem Gespräch distanzierte sich Sartre – übersetzt von Daniel Cohn-Bendit – halbherzig von der RAF. Zwar habe sie die richtigen Ziele, aber so, wie sie diese verfolge, schade sie der Linken.
Innerhalb der RAF entwickelte sich um Baader ein regelrechter Personenkult. Im „Info-System“, das die inhaftierten RAF-Mitglieder im Gefängnis aufbauten, schrieb Gudrun Ensslin 1974: „Der Rivale, absolute Feind, Staatsfeind: das kollektive Bewußtsein, die Moral der Erniedrigten und Beleidigten, des Metropolenproletariats – das ist Andreas … An Andreas, über das, was er ist, konnten wir uns bestimmen, weil er das alte (erpreßbar, korrupt usw.) nicht mehr war, sondern das neue: klar, stark, unversöhnlich, entschlossen …“

### Haft, Prozess und Tod
Am 28. April 1977 wurde Baader nach fast zweijähriger Verhandlung und 192 Verhandlungstagen im Stammheim-Prozess wegen vierfachen Mordes und 54-fachen Mordversuches zu lebenslanger Freiheitsstrafe verurteilt. Seine Anwälte legten Revision gegen das Urteil ein, sodass es bis zu seinem Tod nicht rechtskräftig wurde.
Durch die Geiselnahme von Stockholm 1975 sowie durch die Schleyer-Entführung und die parallele Entführung des Flugzeugs „Landshut“ im so genannten Deutschen Herbst 1977 versuchte die zweite Generation der RAF, Baader und weitere Terroristen freizupressen. Die Bundesregierung unter Helmut Schmidt gab jedoch nicht nach.
In der Nacht zum 18. Oktober 1977 wurde das entführte Flugzeug in Mogadischu durch die deutsche Spezialeinheit GSG 9 gestürmt und alle Geiseln befreit. Die inhaftierten Terroristen erfuhren davon und starben noch in derselben Nacht durch Suizid in ihren Zellen. Am Morgen nach der sogenannten Todesnacht von Stammheim fand man Baader in seiner Zelle im Hochsicherheitstrakt der JVA Stuttgart erschossen auf. Spätere Untersuchungen ergaben, dass durch den RAF-Anwalt Arndt Müller in Verstecken in den Handakten Waffen in die JVA geschmuggelt worden waren. Baader hatte wochenlang eine Pistole des ungarischen Herstellers FÉG, Kaliber 7,65 mm, in seiner Zelle, zeitweise in seinem Plattenspieler, versteckt und sich mit ihr erschossen. Immer wieder aufflammende Thesen über ein Fremdeinwirken oder gar eine staatlich angeordnete Liquidierung Baaders gelten heute als widerlegt und werden vielfach als Verschwörungstheorie eingeordnet.

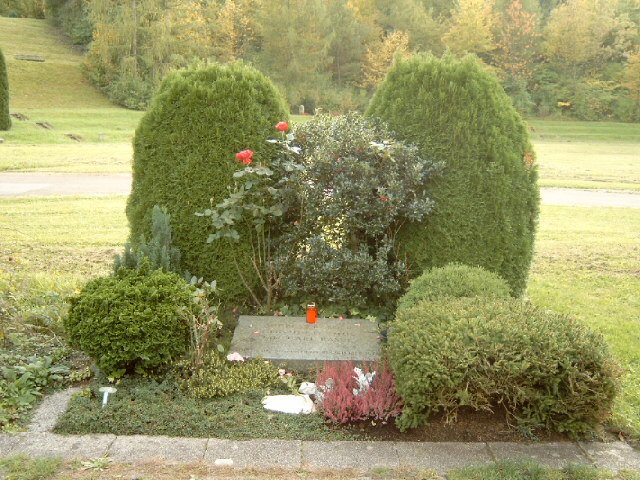
Grabstätte Baader, Raspe, Ensslin

Der damalige Oberbürgermeister Manfred Rommel ließ Baader, Ensslin und Raspe trotz Protesten in einem gemeinsamen Grab auf dem Dornhaldenfriedhof in Stuttgart bestatten. Die Trauerfeier am 27. Oktober 1977 wurde von Bruno Streibel, damals Pfarrer der evangelischen Rosenbergkirche in Stuttgart-West, geleitet. Die Holzsärge der drei Toten wurden erst kurz vor dem Begräbnis auf den Friedhof gebracht, wobei niemandem mitgeteilt wurde, in welchem Sarg welche Leiche lag.

## Multimedia
Tondokumente
Im Landesarchiv Baden-Württemberg befinden sich Tonbänder, die zwischen August 1975 und Februar 1977 während des Prozesses in Stuttgart-Stammheim aufgenommen worden waren und den Gerichtsschreibern bei ihrer Arbeit helfen sollten. Die mittlerweile zum Teil veröffentlichten Tondokumente umfassen u. a. verschiedene Erklärungen von Andreas Baader. Dabei handelt es sich um die bislang einzigen bekannten O-Töne Baaders
Filme
- Stammheim (1986) von Reinhard Hauff; mit Ulrich Tukur in der Rolle des Andreas Baader; nach dem Buch von Stefan Aust
- Todesspiel (1997) von Heinrich Breloer; mit Sebastian Koch als Andreas Baader
- Baader (2002) von Christopher Roth; mit Frank Giering in der Titelrolle, interpretiert in popkultureller Stilisierung die Zeit zwischen 1967 und 1972, durchsetzt mit fiktiven Szenen
- Andreas Baader – Der Staatsfeind (2002); Dokumentation von Klaus Stern
- Der Baader Meinhof Komplex (2008); Moritz Bleibtreu spielt die Rolle von Andreas Baader, Spielfilm von Uli Edel, Produktion von Bernd Eichinger, nach dem Buch von Stefan Aust
- Wer wenn nicht wir (2011); Spielfilm von Andres Veiel, der sich auf Gerd Koenens Buch Vesper, Ensslin, Baader stützt; Alexander Fehling übernahm den Part des Andreas Baader
- Stammheim – Zeit des Terrors (2025); Dokudrama von Niki Stein und Stefan Aust